# Xã Verner, Quận Sargent, Bắc Dakota
Xã Verner (tiếng Anh: Verner Township) là một xã thuộc quận Sargent, tiểu bang Bắc Dakota, Hoa Kỳ. Năm 2010, dân số của xã này là 42 người.